# The Man Behind the Door
Man Behind the Door è un film muto del 1914 diretto da Wally Van. La sceneggiatura di Marguerite Bertsch si basa sull'omonimo romanzo di Archibald Clavering Gunter, pubblicato a New York nel 1907.

## Trama
Il professor Pierson disapprova Jack de Lacy, l'innamorato di sua figlia Maria. Jack, un giorno, mentre si trova sulla riva del fiume, salva un uomo caduto giù da uno yacht ma poi se ne va, senza farsi vedere dall'altro. Quest'ultimo, un ricco playboy newyorkese di nome George Kelsey, dopo avere incontrato sia Maria che Jack, ignaro che quello è l'uomo che l'ha salvato, comincia a frequentarli, corteggiando anche la signora Marvin, un'amica di Maria che è rimasta vedova. Una sera, tutti loro si ritrovano a casa di Livingston, il fidanzato della signora Marvin, mentre sta per aver luogo un ballo mascherato. Nel corso della serata, equivoci e fraintendimenti si sprecano, finché George scopre che Jack è il suo salvatore. Per sdebitarsi, promette di provvedere al futuro suo e a quello di Maria. Finalmente il professor Pierson dà alla coppia la sua benedizione mentre lui, dal canto suo, si impegna con una zitella, Lavinia Backsetter.

## Produzione
Il film fu prodotto dalla Vitagraph Company of America.

## Distribuzione
Il copyright del film, richiesto dalla Vitagraph Co. of America, fu registrato l'8 dicembre 1914 con il numero LP3911.
Distribuito dalla General Film Company, il film uscì nelle sale cinematografiche statunitensi nel gennaio 1915.
Non si conoscono copie ancora esistenti della pellicola che viene considerata presumibilmente perduta.